# Théorème de Chafarevich
En mathématiques, le théorème de Chafarevich stipule que tout groupe fini résoluble est le groupe de Galois d'une extension finie des nombres rationnels, c'est-à-dire d'un corps de nombres. Il a d'abord été prouvé par Igor Chafarevitch (1954), bien qu'Alexander Schmidt ait plus tard souligné une lacune dans la preuve, qui a été corrigée par Chafarevich en 1989.